# Gruppengeschwindigkeit

Die grünen Punkte bewegen sich mit Gruppengeschwindigkeit,
der rote mit Phasengeschwindigkeit.

Die Gruppengeschwindigkeit {\displaystyle v_{\mathrm {g} }} ist die Geschwindigkeit, mit der sich die Hüllkurve (d. h. der Amplitudenverlauf) eines Wellenpakets fortbewegt
{\displaystyle v_{\mathrm {g} }={\frac {\partial \omega }{\partial k}}},
also die partielle Ableitung der Kreisfrequenz {\displaystyle \omega } der Welle nach der Kreiswellenzahl {\displaystyle k}.

## Zusammenhänge

### Mit der Phasengeschwindigkeit
Über eine Fourier-Reihe kann man sich ein Wellenpaket als eine Überlagerung von Einzelwellen verschiedener Frequenzen vorstellen. Die Einzelwellen breiten sich jeweils mit einer bestimmten Phasengeschwindigkeit {\displaystyle v_{\mathrm {p} }} aus, die angibt, mit welcher Geschwindigkeit sich Stellen konstanter Phase bewegen:
{\displaystyle v_{\mathrm {p} }={\frac {\omega }{k}}=\lambda \,f}
mit
- der Wellenlänge {\displaystyle \lambda }
- der Frequenz {\displaystyle f}.

Durch Einsetzen von {\displaystyle \omega =v_{\rm {p}}\cdot k} in die Definition der Gruppengeschwindigkeit ergibt sich nach Anwenden der Produktregel die Rayleighsche Beziehung:
{\displaystyle v_{\mathrm {g} }=v_{\mathrm {p} }+k{\frac {\mathrm {\partial } v_{\mathrm {p} }}{\mathrm {\partial } k}}}
Mit der Wellenlänge {\displaystyle \lambda =2\pi /k} lässt sie sich auch schreiben als:
{\displaystyle v_{\mathrm {g} }=v_{\mathrm {p} }-\lambda {\frac {\mathrm {\partial } v_{\mathrm {p} }}{\mathrm {\partial } \lambda }}}

### Mit der Dispersion
Die Dispersionsrelation {\displaystyle \omega (k)} beschreibt, wie {\displaystyle \omega } von {\displaystyle k} abhängt:
- ist {\displaystyle \omega } proportional zu {\displaystyle k}:

{\displaystyle {\frac {\omega }{k}}=v_{\mathrm {p} }={\text{konst.}}}
{\displaystyle \Rightarrow {\frac {\partial v_{\mathrm {p} }}{\partial k}}={\frac {\partial v_{\mathrm {p} }}{\partial \lambda }}=0}
so ist die Gruppengeschwindigkeit identisch mit der Phasengeschwindigkeit:
{\displaystyle \Rightarrow v_{\mathrm {p} }=v_{\mathrm {g} }}
und die Form der Einhüllenden bleibt erhalten.
- Wenn {\displaystyle \omega } nicht proportional zu {\displaystyle k} ist:

{\displaystyle {\frac {\omega }{k}}=v_{\mathrm {p} }={\text{f}}(f)\neq {\text{konst.}}\Rightarrow v_{\mathrm {p} }\neq v_{\mathrm {g} }}
liegt Dispersion vor. In diesem Fall verbreitert sich die Hüllkurve des Wellenpakets, während es sich ausbreitet, z. B. bei Signalen in Lichtwellenleitern.

### Mit der Signalgeschwindigkeit

#### In praktisch verlustfreien Medien
Oft stellt man sich die Gruppengeschwindigkeit als die Signalgeschwindigkeit {\displaystyle v_{s}} vor, mit der das Wellenpaket Energie oder Information durch den Raum transportiert:
{\displaystyle v_{\mathrm {s} }=v_{\mathrm {g} }}
Dies stimmt in den meisten Fällen, und zwar immer dann, wenn Verluste vernachlässigt werden können.

#### In verlustbehafteten Medien
In verlustbehafteten Medien ist die Signalgeschwindigkeit nicht identisch der Gruppengeschwindigkeit:
{\displaystyle v_{\mathrm {s} }\neq v_{\mathrm {g} }}
Bei Lichtpulsen in stark verlustbehafteten Medien kann die Phasengeschwindigkeit wesentlich größer sein als die Gruppengeschwindigkeit und sogar größer als die Lichtgeschwindigkeit {\displaystyle c_{0}} im Vakuum. Informationsübertragung mit Überlichtgeschwindigkeit ist jedoch nicht möglich, da hierfür die Frontgeschwindigkeit entscheidend ist, die niemals Überlichtgeschwindigkeit erreichen kann:
{\displaystyle v_{\mathrm {s} }=v_{\mathrm {f} }\leq c_{0}}
Die Frontgeschwindigkeit ist die Geschwindigkeit, mit der sich die Wellenfronten (d. h. Flächen gleicher Amplitude) und Diskontinuitäten der Welle bewegen. Sie ist definiert als Grenzwert der Phasengeschwindigkeit für unendlich große Kreiswellenzahl:
{\displaystyle v_{\mathrm {f} }=\lim _{k\to \infty }v_{\mathrm {p} }}